# Łowiectwo
Uzasadnienie:  synonim
Łowiectwo – ogół zagadnień i zainteresowań myśliwych. Pojęcie myślistwa dotyczy czynności ściśle związanych z wykonywaniem polowania. Łowiectwo obejmuje gospodarkę łowiecką (tj. zespół planowanych czynności mających na celu racjonalne gospodarowanie zwierzyną), ochronę środowiska naturalnego, strzelectwo myśliwskie, kynologię, trofeistykę, kulturę łowiecką (w tym etykę, tradycje, kult patronów, kolekcjonerstwo, wystawiennictwo łowieckie), a także wiele innych. Bardzo ważną dziedziną łowiectwa są czynności z zakresu gospodarki, w tym między innymi regulacja liczebności zwierząt łownych (zwierzyny) i selekcja niektórych gatunków poprzez polowanie, oparte na ścisłym planowaniu łowieckim (inwentaryzacji zwierzyny na danym obszarze), także poprzez odłowy niektórych gatunków zwierząt zaliczanych przez prawo do łownych. 

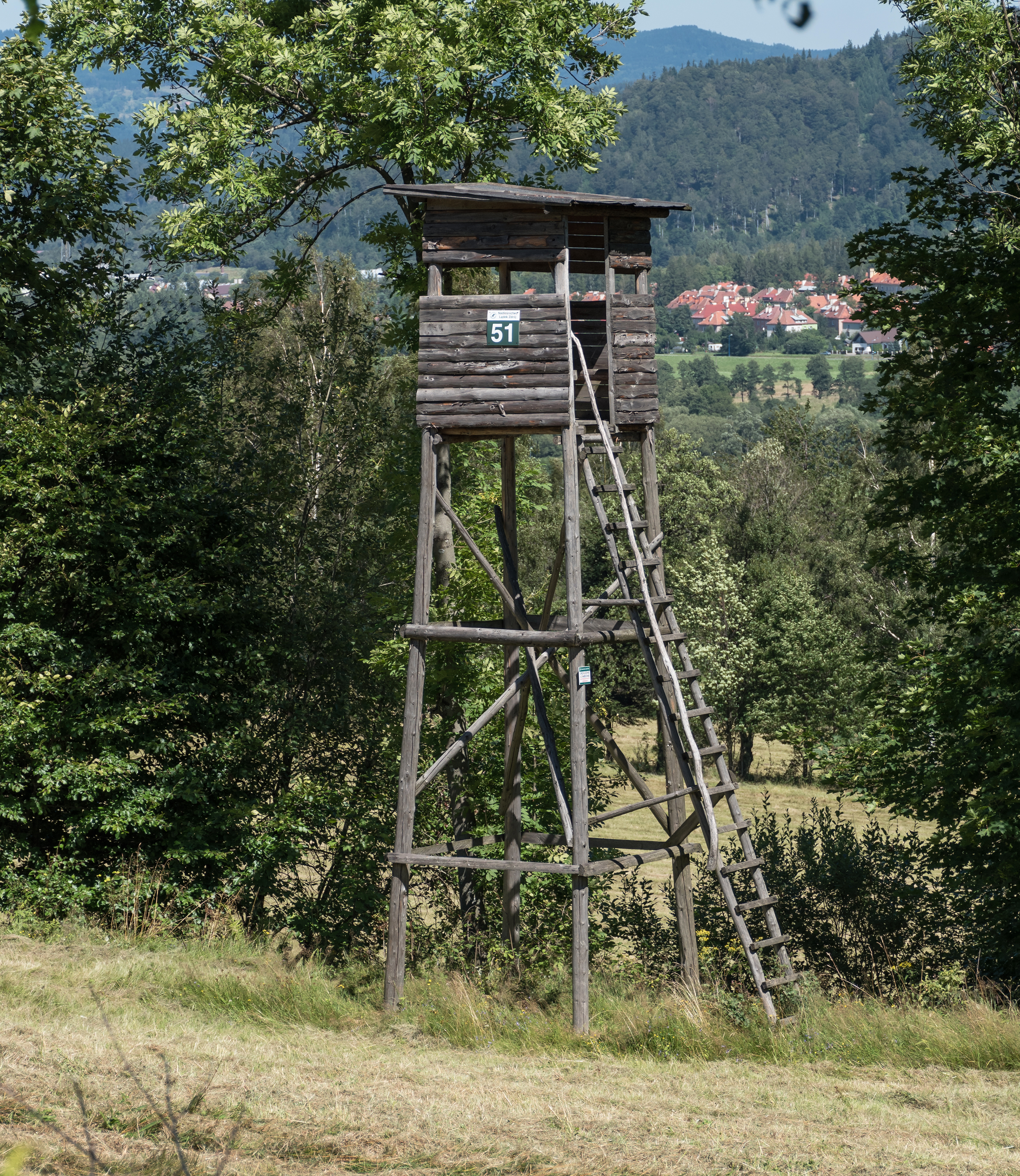
Ambona myśliwska, podstawowe urządzenie łowieckie do obserwacji i polowania

## Historia łowiectwa w Polsce
Łowiectwo, niegdyś utożsamiane wyłącznie z łowami, sięga epoki człowieka pierwotnego, stanowiło przez wieki jedną z najważniejszych czynności egzystencjalnych ludzi pierwotnych. Wówczas zwierzyna wolno żyjąca nie była niczyją własnością. Polowanie, obok zbieractwa, rybołówstwa, były głównym źródłem zaspokojenia pożywienia (mięsa), skór i futer dostarczając materiałów na odzież, okrycie i ocieplenie budowli mieszkalnych (szałasów, grot skalnych), a także kości oraz rogów stosowanych jako broń i narzędzia.
Z upływem wieków na skutek zachodzących zmian cywilizacyjnych i społecznych, a zwłaszcza kurczenia powierzchni leśnych (trzebież puszcz), rozwoju rolnictwa, łowy przestały pełnić główną rolę w życiu człowieka. Z czasem stały się elementem rozrywki warstw uprzywilejowanych, a także pełniły ważną formę szkolenia i zaprawy młodych pokoleń i rycerstwa przed trudami wojen, okazją do wykazania się siłą, zręcznością i męstwem w bezpośrednich spotkaniach z dzikimi zwierzętami.
Poczynając od ok. X w. i kształtowania się polskiej państwowości, łowy objęte zostały prawodawstwem, stając się przywilejem ludzi dobrze urodzonych – władców, dostojników państwowych i duchowieństwa. Były również źródłem zaopatrzenia wojsk podczas wypraw wojennych. Prawo do łowów objęte monopolem panującego (tzw. łowieckim regale) i wynikającymi z niego licznymi ograniczeniami miało na celu zabezpieczenie możliwości polowania uprzywilejowanym jednostkom i grupom społecznym. Na mocy regale władcy posiadali nieograniczone prawo do łowów. Głównym przywilejem władców były „łowy wielkie” (venatio magna) czyli polowania na „grubego zwierza” (tura, żubra, niedźwiedzia, jelenia i dzika), oraz bobry, natomiast „łowy małe” (venatio parva), czyli polowania na „drobnego zwierza” (ptactwo, lisy, sarny, zające) mogli uprawiać także poddani.
Liczne nadania ziemskie duchowieństwu i rycerstwu, często połączone z przywilejem łowów na otrzymanym ziemiach, spowodowały stopniowy zanik regale łowieckiego. Do najstarszych i najważniejszych przejawów prawa łowieckiego należy ustawa o łowach ogłoszona w 1420 roku w Krakowie z rozkazu króla Władysława Jagiełły. W XV w., przywilej łowów, obok władców i przedstawicieli rodziny królewskiej, wszedł do prawa rycerskiego i był ściśle powiązany z własnością ziemską. Wtedy właśnie wydawane są pierwsze przepisy wykazujące troskę właściciela o zachowanie zwierzostanów, zwłaszcza zwierzyny grubej. Przykładem jest wprowadzenie ochrona tura. Król Zygmunta III w 1597 roku ogłosił edykt zakazujący poddanym z okolic Jaktorowa użytkowania łąk, po to, aby: „turowie, zwierz nasz mieli swe dawne stanowiska”.
Szlachta polska posiadała nieograniczone prawo do myślistwa.
Wyłączność polowania możnowładców ziemskich obwarowana była licznymi, niejednokrotnie bardzo surowymi przepisami. Według postanowień Statutu I Litewskiego z 1529 roku, pojmanie człowieka na polowaniu w cudzej puszczy z urzędu kończyło się skazaniem na śmierć: „a jeśliby strzelca pojmano nad zwierzem ubitym w cudzej puszczy, wtedy ma wiedzion być do urzędu, a z urzędu ma być na śmierć skazan jako inni złodzieje”. W wieku XVI, tj. w okresie rozkwitu ustawodawstwa łowieckiego kary te złagodzono, lecz w dalszym ciągu były one surowe. Dziesiąty rozdział III Statutu Litewskiego (1588) o tytule O Puszczą, o Łowy, o Drzewo Bartne, o Jeziora i Sianożęci liczył 18 artykułów.
W 1775 roku wydano ustawę łowiecką, która była ostatnim takim aktem prawnym wydanym w Polsce przedrozbiorowej. Ponawiała ona pod utratą psów, strzelby, y narzędzia do polowania zarzytych oraz karą grzywny zakaz polowania na cudzych gruntach, zakreślając czas łowów od 24 sierpnia do 1 maja. Zakazy te nie dotyczyły polowań na niektóre ptaki, które organizować można było przez cały rok, także na cudzych gruntach, oraz prawa dziedziców do łowów na własnym gruncie, którzy cieszyli się w tym zakresie pełną swobodą. Zachowano wyłączność polowania królewskiego w promieniu 3-milowym (około 21 km) od Warszawy.
W okresie rozbiorów, w różnych zaborach, obowiązywały prawa łowieckie państw rozbiorowych. W tym okresie na terenach zajętych przez zaborców tworzono organizacje łowieckie, często ideowe o charakterze towarzyskim i patriotycznym. Po odzyskaniu niepodległości ważnym wydarzeniem w historii polskiego łowiectwa było zjednoczenie licznych organizacji łowieckich działających na ziemiach polskich i utworzenie Polskiego Związku Łowieckiego (PZŁ).
W 1927 roku, mocą rozporządzenia Prezydenta Rzeczypospolitej unormowano ponownie sprawy łowieckie w Polsce okresu międzywojennego. Zawarte tam przepisy nadal wiązały prawo polowań z własnością gruntu. Polskiemu Związkowi Łowieckiemu powierzono nadzór nad działalnością łowiecką w kraju.
Po wojnie, w 1945 roku reaktywowano PZŁ. Od 1952 roku obowiązywał dekret Prezydenta RP „o prawie łowieckim”, na mocy którego do zadań PZŁ należała „troska o rozwój łowiectwa i współdziałanie z organami Państwa w zakresie wykonywania ustawodawstwa łowieckiego”. Dekret postanawiał między innymi o własności zwierzyny przez skarb państwa, likwidował uzależnienie prawa do polowania od własności gruntu i znosił możliwość dzierżawy łowisk przez osoby prywatne. Dekret wprowadzał także „planowe gospodarowanie zwierzyną, zgodnie z potrzebami gospodarstwa narodowego i ochrony przyrody” oraz zasadę wydzierżawiania obwodów łowieckich. Polski Związek Łowiecki stał się zrzeszeniem osób uprawiających łowiectwo, któremu (bądź zrzeszeniom przez niego wskazanym) wydzierżawiano obwody łowieckie, z jednoczesnym dopuszczeniem wyłączenia obwodów z wydzierżawienia i przekazania ich na ośrodki ochrony zwierzyny. Dekret uchyliła ustawa z 1959 powtarzając jego podstawowe założenia.
Współcześnie działalność łowiecką reguluje ustawa Prawo łowieckie z 13 października 1995 r. (Dz.U. z 2023 r. poz. 1082), z aktami wykonawczymi, a także statut Polskiego Związku Łowieckiego uchwalany przez Krajowy Zjazd Delegatów PZŁ oraz uchwały i zarządzenia wewnątrzorganizacyjne. Prawodawstwo łowieckie określa gatunki zwierząt łownych, terminy i metody polowań. W myśl ustawy, łowiectwo, jako element ochrony środowiska przyrodniczego oznacza ochronę zwierząt łownych (zwierzyny) i gospodarowanie ich zasobami w zgodzie z zasadami ekologii oraz zasadami racjonalnej gospodarki rolnej, leśnej i rybackiej. Zwierzyna w stanie wolnym stanowi własność państwa, a jego podstawę gospodarki łowieckiej stanowią wieloletnie i roczne plany hodowlane.

## Łowiectwo we współczesnej Polsce
Do głównych celów łowiectwa należy ochrona i gospodarowanie populacjami zwierząt łownych, a także kształtowanie środowiska przyrodniczego na rzecz poprawy warunków bytowania zwierzyny. Do ważnych celów należy uzyskiwanie możliwie wysokiej kondycji osobniczej i jakości trofeów oraz właściwej liczebności populacji poszczególnych gatunków zwierzyny przy zachowaniu równowagi środowiska przyrodniczego. Współczesna działalność myśliwych czerpie ze zdobyczy naukowych, służy zachowaniu bioróżnorodności i ochronie przyrody. Polscy myśliwi mają udział w wielu ważnych przedsięwzięciach związanych z ochroną przyrody i środowiska naturalnego, w tym restytucji zagrożonych gatunków zwierząt takich jak: żubr, łoś, bóbr i sokół wędrowny.
Łowiectwo obok gospodarki łowieckiej obejmuje wiele zagadnień, do których zalicza się między innymi: strzelectwo, kynologię, sokolnictwo, trofeistykę, kolekcjonerstwo i wystawiennictwo. Do bardzo ważnych elementów łowiectwa należy krzewienie kultury, w tym pielęgnowanie tradycji, zwyczajów, propagowanie zasad etyki wśród myśliwych oraz kultu patronów myśliwych. Łowiectwo w życiu współczesnych myśliwych, obok funkcji gospodarczych, pełni ważną rolę w spełnianiu potrzeb społecznych w zakresie uprawiania myślistwa. Współczesne łowiectwo nawiązuje do staropolskich tradycji, zwyczajów, języka i dawnych wzorów moralno-etycznych.
Do funkcji gospodarczych łowiectwa zalicza się pozyskiwanie dziczyzny.

## Biologia i ekologia zwierząt łownych
Zwierzęta łowne (zwierzyna) dzieli się na dwie zasadnicze grupy:
- zwierzynę grubą, do której zalicza się: łosie, jelenie, daniele, sarny, muflony, dziki. Zwierzynę grubą dzieli się na:
  - zwierzynę płową – łosie, jelenie szlachetne, jelenie sika, daniele i sarny
  - zwierzynę czarną – dziki i muflony
- zwierzynę drobną (pozostała zwierzyna, niebędąca zwierzyną grubą), do której zalicza się: lisy, jenoty, borsuki, szopy pracze, kuny leśne, kuny domowe, tchórze zwyczajne, norki amerykańskie, piżmaki, zające szaraki, króliki, jarząbki, bażanty, kuropatwy, słonki, łyski, dzikie gęsi (gęgawy, zbożowe, białoczelne), dzikie kaczki (krzyżówka, cyraneczka, głowienka, czernica), grzywacze.

W grupie zwierzyny drobnej wyróżniamy dodatkowo drapieżniki, do których zaliczamy następujące gatunki: lisy, jenoty, borsuki, kuny leśne, kuny domowe, norki amerykańskie, tchórze zwyczajne i szopy pracze.

## Hodowla zwierząt łownych
Gospodarstwo łowieckie jest częścią gospodarstwa leśnego lub też rolnego i jest ich uboczną produkcją, a więc hodowla zwierząt łownych musi być realizowana w ten sposób, aby nie utrudniać i nie zmniejszać produkcji głównej. W zależności od charakteru i rodzaju zagospodarowywanego terenu łowieckiego zwanego obwodem łowieckim lub też łowiskiem, zaplanować i realizować należy nie tylko ochronę zwierząt łownych, a więc osiągnięcia na jednostce powierzchni określonej liczby (pogłowia) zwierząt łownych, ale przede wszystkim dążyć musimy do ochrony środowiska (biotopu) w jakim zwierzyna ta bytuje. Poza głównym celem jakim jest hodowla zwierzyny, istnieją nie mniej ważne cele poboczne jak niematerialne korzyści z prawidłowo zagospodarowanego i zdrowego środowiska naturalnego w postaci doznań estetycznych i duchowych, a także kultywowania tradycji i zwyczajów myśliwskich.

## Pozyskiwanie zwierząt łownych
Zgodnie i według prawa łowieckiego pozyskanie zwierząt łownych to „polowanie”, poprzez które rozumie się: tropienie, ściganie, strzelanie oraz odławianie dozwolonymi metodami, żywej zwierzyny celem wejścia w jej posiadanie. A więc zgodnie i według prawa łowieckiego wszelkie legalne pozyskanie zwierzyny jest polowaniem. Zwykle polowanie kojarzymy przede wszystkim ze strzelaniem, a pozyskiwanie zwierzyny żywej z odłowami.
Końcowym efektem racjonalnej hodowli zwierzyny grubej i drobnej jest uzyskanie zdrowych i dobrze rozwiniętych zwierząt o optymalnym ciężarze tuszy i najokazalszych trofeach.
Zabiegiem zmierzającym do osiągnięcia powyższego celu jest przeprowadzanie odstrzałów hodowlanych, mających na celu przede wszystkim usunięciem z łowiska:
- zwierzyny nieprzydatnej do dalszej hodowli (sztuki chore, niedorozwinięte, kalekie),
- zwierzyny występującej w nadmiernej liczbie celem dostosowania jej pogłowia do realnej pojemności łowiska, jego możliwości pokarmowych i utrzymania właściwego stosunku płci.

Odstrzały hodowlane można podzielić na następujące rodzaje:
- odstrzały sanitarne,
- odstrzały redukcyjne,
- odstrzały selekcyjne.

Zgodnie z prawem łowieckim polować wolno wyłącznie na terenach obwodów łowieckich, a więc polowanie na terenach nie wchodzących w skład obwodów łowieckich jest zabronione i może odbywać się tylko na podstawie specjalnego zezwolenia ministra rolnictwa i leśnictwa. Polowanie w obwodzie łowieckim może być wykonywane na podstawie zatwierdzonego planu hodowlano–łowieckiego. Częścią składową takiego planu jest m.in. plan odstrzału zwierzyny.
Polowania dzielą się na:
- polowanie indywidualne, gdzie rozróżniamy polowania:
  - polowanie na deptaka bez lub z psem myśliwskim,
  - polowanie na czatach,
  - polowanie z podchodu,
  - polowanie z podjazdu,
  - polowanie po tropie,
  - polowanie na wabia,
- polowanie zbiorowe, które dzielą się na:
  - polowanie polne,
  - polowanie wodne,
  - polowanie leśne na zwierzynę drobną,
  - polowanie leśne na zwierzynę grubą,
  - polowanie na dziki z psami
- sokolnictwo, czyli polowanie z ptakami łowczymi.

## Broń i akcesoria myśliwskie
Broń myśliwską dzielimy na:
1. śrutową:

- dubeltówka – broń o dwu gładkich lufach ułożonych poziomo
- bok (nadlufka) – broń o dwu gładkich lufach ułożonych pionowo
- powtarzalną – jednolufowa, tzw. pump action
- samopowtarzalną – jednolufowa tzw. automat śrutowy

1. kulową:

- sztucer jednolufowy – łamany, powtarzalny (repetier), samopowtarzalny
- sztucer dwulufowy – górski (dwie lufy w różnych kalibrach), ekspress (dwie lufy w tym samym kalibrze)

1. kombinowaną:

- kniejówka – jedna lufa gładka i jedna gwintowana ułożona poziomo lub pionowo, w przypadku ułożenia pionowego lufa kulowa może być lufą górną lub dolną
- dryling (trójlufka) – broń o trzech lufach, dwu gładkich i jednej gwintowanej lub odwrotnie (ekspress dryling)
- firling (czworak) – broń o czterech lufach

Akcesoria myśliwskie potrzebne na polowaniu to między innymi luneta na broni, lornetka, nóż myśliwski.

## Psy myśliwskie
Pies od pradziejów był towarzyszem i pomocnikiem pierwotnego łowcy w jego polowaniach na zwierzynę. Poprzez świadomy dobór genetyczny, człowiek wykorzystując wrodzone pasje łowieckie psa, wyselekcjonował i wyhodował różne rasy tzw. psów użytkowych w tym wyspecjalizowanych do polowania.
Za psy myśliwskie uznawane są:
- aportery
- legawce
- płochacze
- gończe
- posokowce
- norowce
- dzikarze
- tropowce

## Prawo łowieckie w Polsce
Prawo łowieckie to zbiór aktów prawnych regulujących szeroko pojęte łowiectwo, a więc samo polowanie i zasady jego wykonywania, gospodarkę łowiecką, ochronę przyrody i ochronę zwierząt, broń i amunicję myśliwską.

### Podstawowy akt prawny
Podstawowym aktem prawnym jest ustawa z dnia 13 października 1995 r. Prawo łowieckie (Dz.U. z 2023 r. poz. 1082), regulująca zagadnienia związane z łowiectwem, gospodarką łowiecką, funkcjonowaniem Polskiego Związku Łowieckiego oraz kół łowieckich, strażą łowiecką, wykonywaniem polowania (potocznie polowaniem), szkodami łowieckimi oraz przepisami karnymi związanymi bezpośrednio z łowiectwem.

#### Dodatkowe akty prawne
Zagadnienia związane z łowiectwem poza ustawą Prawo łowieckie regulowane są również poprzez szereg dodatkowych dokumentów prawnych takich jak:
- ustawa z dnia 16 kwietnia 2004 r. o ochronie przyrody
- ustawa z dnia 21 maja 1999 r. o broni i amunicji (dokument reguluje zagadnienia związane z bronią i amunicją myśliwską oraz strzelnicami myśliwskimi)
- ustawa z dnia 21 sierpnia 1997. o ochronie zwierząt
- ustawa z dnia 24 kwietnia 1997 r. o zwalczaniu chorób zakaźnych zwierząt, badaniu zwierząt rzeźnych i mięsa oraz o Inspekcji Weterynaryjnej
- ustawa z dnia 28 września 1991 r. o lasach
- ustawa z dnia 18 kwietnia 1985 r. o rybactwie śródlądowym.

Do poszczególnych ustaw wydawane są szczegółowe rozporządzenia.

## Szkody łowieckie i odszkodowania
Szkody łowieckie to zniszczenia w uprawach i płodach rolnych, które powoduje zwierzyna łowna. Odpowiedzialność za takie szkody ponosi zarządca lub dzierżawca obwodu łowieckiego (koło łowieckie) lub Skarb Państwa.

## Etyka łowiecka
Etyka łowiecka stanowi zbiór zasad moralnych (kodeks etyczny), zawierający wzorce postępowania wobec: zwierzyny, myśliwych, pomocników, psa myśliwskiego, ptaka łowczego, środowiska naturalnego, organizacji łowieckiej oraz społeczeństwa. Obecnie jest nie tylko nakazem moralnym, ale również nakazem wynikającym z prawodawstwa.